# Podgórnoie (Vorónej)
|  | Per a altres significats, vegeu «Podgórnoie». |

Podgórnoie (en rus: Подгорное) és un poble de l'óblast de Vorónej, a Rússia, segons el cens del 2010 tenia 2.740 habitants.